# Principio regolatore del culto
Il principio regolatore del culto è un termine che si è cominciato ad usare solo nel ventesimo secolo per indicare ciò che insegna il calvinismo storico sulla forma da darsi al culto cristiano.
Questo principio è affermato dalla Confessione di fede di Westminster: "L'intero consiglio di Dio riguardo a tutte le cose necessarie alla sua propria gloria, la salvezza umana, la fede e la vita, può o venire esplicitamente espresso dal testo biblico, o venire dedotto come conseguenza buona e necessaria del testo stesso. Ad esso nulla mai potrà essere aggiunto, sia per nuove rivelazioni dello Spirito o per tradizione umana. Ciononostante, per la comprensione salvifica di ciò che è rivelato nella Scrittura, riconosciamo necessaria l'illuminazione interiore dello Spirito di Dio. Ciononostante rimangono questioni concernenti il culto che deve essere reso a Dio o il governo della Chiesa, - comuni alle azioni umane ed alla società - che possono essere regolate alla luce della natura e della cristiana discrezione, secondo i principi generali della Parola, i quali devono sempre essere osservati." (1:6)
"La luce della natura mostra che c'è un Dio che ha signoria e sovranità su tutto, che Egli è giusto e buono e che fa del bene a tutti. Perciò è degno di essere temuto, amato, lodato, invocato, creduto e servito con tutto il cuore, con tutta l'anima e con tutta la forza. Il modo accettevole di adorare il vero Dio, però, è stato rivelato da Lui stesso, e quindi le forme della nostra adorazione sono limitate dalla sua volontà rivelata. Non è lecito adorarlo secondo invenzioni e schemi umani, né secondo i suggerimenti di Satana, né con immagini, né in altri modi non prescritti dalle Sacre Scritture" (21:1).

## Esposizione del principio
Secondo l'interpretazione calvinista dell'insegnamento biblico, il culto che la creatura umana deve a Dio, non può essere lasciato all'arbitrio del singolo credente o comunità dei credenti, nella forma che sceglie di usare ("Io adoro Dio come ritengo più opportuno" o "come mi sento") o seguendo ciò che dettano tradizioni o considerazioni umane. Il culto che a Dio è dovuto deve necessariamente seguire ciò che Dio stesso prescrive al riguardo nella Sua Parola, le Sacre Scritture.
Questo concetto si basa sul presupposto che il culto cristiano sia essenzialmente "opera di Dio", non "opera umana". Il "servizio divino" (altra designazione del "culto") non è tanto il servizio che la creatura umana rende a Dio, ma il servizio che Dio, nella Sua grazia e misericordia, rende alla creatura umana, per la Sua gloria e il nostro bene. Inoltre, il culto ha per oggetto Dio, "deve piacere a Lui", non "piacere a noi", ed è quindi Dio stesso che, nella Sua Parola, tramite prescrizioni ed esempi, ci indica quel che Gli piace. Ecco perché il calvinismo classico mette in rilievo come la forma che deve assumere il culto cristiano non dipenda dai gusti e considerazioni del conduttore del culto e nemmeno da quelli della stessa comunità cristiana. Qualsiasi considerazione che la spinga ad adattare il culto "alla sensibilità del nostro tempo" o "alla cultura" di chi esprime il culto, diventa, così, completamente fuori luogo, qualcosa di cui Dio "non si compiace" qualunque ne siano le "buone intenzioni".
La sostanza del principio regolatore del culto è, quindi, che sia permesso praticare nel culto solo ciò che, nelle Sacre Scritture espressamente è comandato o per il quale vi sono chiari esempi. In altre parole, Dio istituisce nelle Sacre Scritture tutto ciò che Egli richiede alla Sua Chiesa per il culto. Tutto il resto ne risulta così proibito.
Secondo questa prospettiva, vi sono, così, due concezioni sul modo di condurre il culto:
- Ciò che non è proibito dalla Scrittura è permesso (anche detto "principio normativo del culto", ma che condurrebbe ad ogni sorta di arbitrio);
- Ciò che non è comandato dalla Scrittura è proibito (ciò che afferma questo principio).

Sulla base di questo principio alcune denominazioni protestanti e comunità cristiane respingono l'uso di strumenti musicali nel culto perché, come esse sostengono:
- Non c'è prescrizione o esempio alcuno nel Nuovo Testamento di uso di strumenti musicali durante il culto;
- L'uso che il culto nell'Antico Testamento fa di strumenti musicali era specificatamente legato alle leggi cerimoniali in uso presso il Tempio di Gerusalemme e solo lì (cioè non vengono più usati dopo la distruzione del Tempio). Sono una prefigurazione simbolica di verità realizzate nel Nuovo Testamento e non sono più applicabili come tali alla Chiesa.

Allo stesso modo queste stesse denominazioni e chiese, o altre, ritengono che durante il culto debbano solo essere cantati i Salmi della Bibbia e non altre composizioni, perché espressamente prescritti ed esemplificati. Nella prescrizione biblica: "Cantate di cuore a Dio, sotto l'impulso della grazia, salmi, inni e cantici spirituali" (Colossesi 3:16, Efesini 5:19), l'espressione "salmi, inni e cantici spirituali" si riferirebbe sempre e solo ai Salmi biblici nella loro varietà.
Il termine "principio regolatore" è meno frequentemente allargato tanto da applicarsi ad altre aree come la forma di governo della Chiesa. In questo senso esso diventa sinonimo del principio del Sola Scriptura che, in questo modo, è applicato coerentemente alle pratiche cultuali stesse.
I sostenitori del principio regolatore del culto affermano che esso, più che rappresentare una sgradevole costrizione alla libertà cristiana al riguardo del culto, sia di fatto una protezione dei cristiani da imposizioni e abuso sul culto operate da singoli, comunità o autorità ecclesiastiche, che così abuserebbero del loro potere.

## Testi biblici di appoggio
L'Antico Testamento prescrive in minuti dettagli ciò che Dio prescrive per il culto del popolo di Israele. Aggiungere o togliere da esso comporta gravi sanzioni. Sebbene queste leggi cerimoniali non siano più applicabili nel Nuovo Testamento perché erano solo prefigurazioni del Cristo, la diligenza nell'osservanza della volontà di Dio anche nel culto rimane.
- Deuteronomio 12:32 "Avrete cura di mettere in pratica tutte le cose che vi comando; non vi aggiungerai nulla e nulla ne toglierai"; cfr. Deuteronomio 15:1‑20;
- Esodo 20:4,5,6 "Non farti scultura, né immagine alcuna delle cose che sono lassù nel cielo o quaggiù sulla terra o nelle acque sotto la terra. Non ti prostrare davanti a loro e non li servire, perché io, il SIGNORE, il tuo Dio, sono un Dio geloso; punisco l'iniquità dei padri sui figli fino alla terza e alla quarta generazione di quelli che mi odiano, e uso bontà, fino alla millesima generazione, verso quelli che mi amano e osservano i miei comandamenti";
- Matteo 15:9 "Invano mi rendono il loro culto, insegnando dottrine che sono precetti d'uomini";
- Atti 17:25 "...non è servito dalle mani dell'uomo, come se avesse bisogno di qualcosa";
- Matteo 4:9,10 "«Tutte queste cose ti darò, se tu ti prostri e mi adori». Allora Gesù gli disse: «Vattene, Satana, poiché sta scritto: "Adora il Signore Dio tuo e a lui solo rendi il culto"»";
- Colossesi 2:23 "Quelle cose hanno, è vero, una parvenza di sapienza per quel tanto che è in esse di culto volontario, di umiltà e di austerità nel trattare il corpo, ma non hanno alcun valore; servono solo a soddisfare la carne".
- 2 Timoteo 3:16 "Ogni Scrittura è ispirata da Dio e utile a insegnare, a riprendere, a correggere, a educare alla giustizia, perché l'uomo di Dio sia completo e ben preparato per ogni opera buona";
- Galati 1:8,9 "Ma anche se noi o un angelo dal cielo vi annunziasse un vangelo diverso da quello che vi abbiamo annunziato, sia anatema. Come abbiamo già detto, lo ripeto di nuovo anche adesso: se qualcuno vi annunzia un vangelo diverso da quello che avete ricevuto, sia anatema";
- 2 Tessalonicesi 2:2 "non lasciarvi così presto sconvolgere la mente, né turbare sia da pretese ispirazioni, sia da discorsi, sia da qualche lettera data come nostra".

## Uso contemporaneo
Il principio regolatore del culto è praticato oggi da una minoranza di chiese presbiteriane e riformate, avendo la maggioranza di queste assunto un'interpretazione meno rigorosa e più liberale di questo principio. C'è inoltre oggi la tendenza a relativizzare o contestualizzare le affermazioni della Sacra Scrittura non prendendole più "alla lettera" come un tempo, atteggiamento questo che, naturalmente, i primi denunciano come degenerazione.
È stato recentemente proposto in questa discussione un nuovo principio che cerca di giustificare una via di mezzo fra il principio regolatore e il principio normativo, cioè il "principio informato del culto". Esso insegna che:
- Ciò che le Sacre Scritture, in particolare il Nuovo Testamento comanda circa il culto è prescritto e non può essere disatteso.
- Ciò che le Sacre Scritture non proibiscono al riguardo del culto è permesso solo se può essere propriamente dedotto dalla corretta applicazione delle Sacre Scritture attraverso deduzioni e conseguenze buone e necessarie.

## Liturgia di Calvino
Giovanni Calvino, seguendo le regole del principio regolatore di culto, aveva formulato una propria liturgia eucaristica per il Servizio Divino domenicale. La versione originale aveva un carattere estremamente sacro ed era composta da Credo, elemosina, Confessione e Assoluzione, Cena del Signore, dossologie, preghiere, canto dei Salmi, canto della preghiera eucaristica e Benedizioni. La seguente versione riportata degli Ordini di Servizio Divino prescritti da Calvino è quella più corta.

### Liturgia dell'Alta Stanza
- Confessione dei peccati
- Preghiera di perdono
- Orazione per l'Illuminazione
- Lettura biblica
- Sermone
- Orazione delle elemosine
- Intercessioni
- Preghiera del Signore (in lunga parafrasi)
- Preparazione degli elementi col canto del Credo Apostolico
- Parole d'Istituzione
- Esortazione
- Preghiera di Consacrazione
- Cena del Signore
- Frazione del pane e del vino
- Distribuzione del sacramento
- Comunione con canto dei Salmi o delle Scritture
- Orazione finale
- Benedizione di Aronne